# Proprietà chimiche del terreno
Le proprietà chimiche del terreno o STH sono un insieme di caratteristiche, dipendenti da fenomeni chimici o fisico-chimici, in stretta relazione con il clima e soprattutto gli organismi viventi, che concorrono a definire uno degli aspetti della fertilità di un terreno, influendo sulla potenzialità produttiva delle piante coltivate.

## Composizione chimico-mineralogica
| Tab. 1 - Alcuni schemi di classificazione dei terreni in base al pH riportati in letteratura | Tab. 1 - Alcuni schemi di classificazione dei terreni in base al pH riportati in letteratura |
| Classificazione n. 1 (Giardini)                                                              | Classificazione n. 1 (Giardini)                                                              |
| Denominazione                                                                                | Gamma del pH                                                                                 |
| -------------------------------------------------------------------------------------------- | -------------------------------------------------------------------------------------------- |
| Fortemente acidi                                                                             | meno di 5,5                                                                                  |
| Acidi                                                                                        | 5,5 - 6,0                                                                                    |
| Subacidi                                                                                     | 6,0 - 6,8                                                                                    |
| Neutri                                                                                       | 6,8 - 7,3                                                                                    |
| Sub-basici                                                                                   | 7,3 - 8,0                                                                                    |
| Basici                                                                                       | 8,0 - 8,5                                                                                    |
| Alcalini                                                                                     | oltre 8,5                                                                                    |
| Classificazione n. 2 (USDA)                                                                  |                                                                                              |
| Denominazione                                                                                | Gamma del pH                                                                                 |
| Ultra acidi                                                                                  | meno di 3,5                                                                                  |
| Estremamente acidi                                                                           | 3,5 - 4,4                                                                                    |
| Molto fortemente acidi                                                                       | 4,5 - 5,0                                                                                    |
| Fortemente acidi                                                                             | 5,1 - 5,5                                                                                    |
| Moderatamente acidi                                                                          | 5,6 - 6,0                                                                                    |
| Debolmente acidi                                                                             | 6,1 - 6,5                                                                                    |
| Neutri                                                                                       | 6,6 - 7,3                                                                                    |
| Debolmente alcalini                                                                          | 7,4 - 7,8                                                                                    |
| Moderatamente alcalini                                                                       | 7,9 - 8,4                                                                                    |
| Fortemente alcalini                                                                          | 8,5 - 9,0                                                                                    |
| Molto fortemente alcalini                                                                    | oltre 9,0                                                                                    |
| Classificazione n. 3 (Gessa & Testini)                                                       |                                                                                              |
| Denominazione                                                                                | Gamma del pH                                                                                 |
| Peracidi                                                                                     | meno di 5,3                                                                                  |
| Acidi                                                                                        | 5,4 - 5,9                                                                                    |
| Subacidi                                                                                     | 6,0 - 6,7                                                                                    |
| Neutri                                                                                       | 6,8 - 7,2                                                                                    |
| Subalcalini                                                                                  | 7,3 - 8,1                                                                                    |
| Alcalini                                                                                     | 8,2 - 8,8                                                                                    |
| Peralcalini                                                                                  | oltre 8,8                                                                                    |

La composizione chimica di un terreno ha, in generale, riflessi diretti di portata limitata: pur nella sua grande variabilità, la composizione riguarda in particolare la frazione solida del terreno, che ha interazioni con gli altri componenti (atmosfera tellurica, soluzione circolante, biosfera tellurica) solo nell'interfaccia di separazione. La maggior parte della frazione mineralogica del terreno è inerte e influisce sulle proprietà chimiche, fisiche e meccaniche solo in tempi molto lunghi; queste derivano infatti dalla lenta interazione con altri fattori che si è sviluppata nel corso della pedogenesi, portando ad una configurazione dinamica ma fondamentalmente stabile negli aspetti macroscopici.
Vi sono tuttavia alcuni aspetti, della composizione chimica, che hanno un ruolo attivo nella dinamica della fertilità chimica del terreno, come il tenore in humus e sostanza organica, la presenza di particelle di calcare e minerali argillosi di dimensioni molto piccole, la presenza di sali solubili provenienti dall'interazione con l'idrosfera (es. sali sodici), ecc.
La composizione chimico-mineralogica dipende dalle condizioni che hanno guidato la pedogenesi e, quindi, non solo dalla matrice litologica da cui derivano i minerali. È piuttosto eterogenea nei terreni alluvionali in quanto derivata dal deposito di materiali provenienti da diverse regioni, mentre può essere notevolmente uniforme nei terreni autoctoni, originati cioè dalla disgregazione e alterazione della roccia madre preesistente in situ.

## Reazione o pH
La reazione del terreno è determinata dal rapporto quantitativo fra ioni idrogeno e ioni ossidrile nella soluzione circolante, che a sua volta è il risultato di una dinamica complessa in cui concorrono i composti chimici disciolti nell'acqua che arriva al terreno, i materiali che vengono incorporati nel terreno, l'attività biologica delle piante e dei microrganismi e, infine, i fenomeni fisico-chimici si sviluppano nell'interfaccia di separazione tra frazione solida e soluzione circolante. A causa di questa complessa dinamica la determinazione del pH del terreno può dare risultati estremamente diversi secondo la procedura adottata.
La classificazione dei terreni in funzione del pH segue schemi che possono differire leggermente per i limiti di demarcazione delle classi e per la denominazione, ma è sostanzialmente omogenea. Alcune classificazioni sono riportate in tabella 1.
La reazione del terreno condiziona in modo particolare la solubilità e, quindi, la disponibilità degli elementi nutritivi in forma direttamente assimilabile per le piante. Valori anomali del pH provocano infatti fenomeni di precipitazione chimica che si riflettono sulla nutrizione minerale con fenomeni di carenza. Il pH inoltre influenza l'attività biologica di alcuni gruppi funzionali di microrganismi che intervengono direttamente nei cicli biogeochimici di alcuni elementi (in particolare azoto e zolfo). Infine, il pH ha riflessi più o meno rilevanti sulla struttura del terreno, influenzando i fattori che determinano lo stato di flocculazione dei colloidi.
Le piante manifestano differenti adattamenti alla reazione del terreno e in condizioni naturali si sviluppano associazioni vegetali spontanee che sono indice di una reazione più o meno anomala. Le piante d'interesse agrario trovano le migliori condizioni pedologiche nei terreni neutri e in quelli moderatamente tendenti verso l'acidità o verso l'alcalinità. Diverse colture si adattano comunque a pH decisamente anomali.
La reazione anomala del terreno, nell'ambito di un'interazione dinamica fra molteplici fattori, ha cause differenti.
L'acidità del terreno è dovuta ad una carenza di basi che si traduce in un eccesso di ioni H+ nella soluzione circolante e nel complesso di scambio. L'acidità si traduce soprattutto in una limitata dotazione di alcuni elementi nutritivi (in particolare le basi di scambio) e in una ridotta disponibilità di altri nella forma assimilabile a causa di fenomeni di precipitazione chimica. 
L'alcalinità moderata, detta anche alcalinità costituzionale è dovuta ad una marcata presenza di carbonati di calcio e magnesio. I terreni che manifestano questa alcalinità sono detti comunemente calcarei. L'alcalinità costituzionale si traduce principalmente nella ridotta disponibilità di vari elementi nutritivi, in particolare i microelementi, a causa di fenomeni di precipitazione.
L'alcalinità elevata, detta anche alcalinità di assorbimento si verifica a pH>8,5 ed è dovuta alla cospicua presenza di carbonato di sodio (Na2CO3) e bicarbonato di sodio (NaHCO3) nella soluzione circolante e ad un elevato tenore in sodio adsorbito dai colloidi. L'alcalinità di assorbimento ha molteplici riflessi sia sulle proprietà chimiche sia sulle proprietà fisiche del terreno e di portata tale da pregiudicarne, in genere, l'utilizzo per scopi agricoli.

## Potere assorbente
Per potere assorbente si intende la capacità del terreno di trattenere l'acqua e gli elementi nutritivi. Nel caso degli elementi nutritivi il potere assorbente si concretizza con il concorso di fenomeni fisici, chimici e biologici, per cui si distinguono diversi meccanismi di assorbimento.
Assorbimento meccanico

Il terreno trattiene gli elementi nutritivi contenuti in particelle di dimensioni maggiori dei pori (es. i granuli di concime), comportandosi come un filtro. Si tratta del meccanismo meno importante, tuttavia concorre a rallentare eventuali perdite di dilavamento nel caso di concimi a rilascio graduale.
Assorbimento biologico

Il terreno trattiene gli elementi nutritivi assimilati dagli organismi viventi e immobilizzati temporaneamente nella materia organica vivente o morta. Si tratta del meccanismo più importante per la conservazione degli elementi molto mobili (azoto, zolfo) e, in generale, di tutti gli elementi nutritivi in condizioni pedologiche e climatiche tali che ne causerebbero in tempi brevissimi la perdita per dilavamento. 
Assorbimento chimico

Il terreno trattiene gli elementi nutritivi per effetto della precipitazione chimica di sali insolubili (in genere di calcio, magnesio, ferro e alluminio). Un esempio classico di assorbimento chimico è la retrogradazione del fosforo nei terreni calcarei:
In presenza di calcare attivo gli equilibri multipli dell'acido fosforico vengono spostati dal residuo fosfato biacido (H2PO4-) al residuo fosfato (PO43-). Quest'ultimo combinato con il calcio forma un sale insolubile, a differenza dei corrispondenti sali acidi che sono invece solubili.

L'assorbimento per precipitazione chimica costituisce un fenomeno negativo perché è in genere originato da cause strutturali intrinseche che lo rendono irreversibile.
Assorbimento colloidale

Scambio ionico

Detto anche adsorbimento o scambio ionico, è il meccanismo di assorbimento più importante insieme a quello biologico e a tutti gli effetti rappresenta una proprietà chimica del terreno. Interessa in modo particolare i cationi e i residui dell'acido fosforico. Le particelle della frazione solida del terreno di dimensioni inferiori a 1 μ hanno proprietà colloidali e si comportano come colloidi idrofili. In particolare, nelle condizioni ordinarie di pH in cui si trova il terreno, l'humus e i minerali argillosi si comportano come colloidi elettronegativi, pertanto portano cariche elettriche negative sulla loro superficie. Queste cariche sono neutralizzate dagli ioni idrogeno e dagli idrossidi di ferro e alluminio in condizioni di carenza di basi (terreni fortemente acidi), mentre in condizioni ordinarie sono neutralizzate, almeno in parte, da cationi metallici detti basi di scambio.
L'adsorbimento degli anioni segue meccanismi differenti e più complessi, in parte fisici perché di natura elettrostatica, in parte chimici perché determinati da vere e proprie reazioni di superficie. La dinamica di questi fenomeni fa in modo che alcuni elementi, presenti in forma anionica, siano trattenuti bene con l'adsorbimento (il fosforo), mentre altri siano trattenuti solo in misura marginale e tale da poterli considerare estremamente mobili (l'azoto nitrico, lo zolfo, il cloro). 
Gli ioni trattenuti dal complesso di scambio del terreno, cioè dall'insieme dei colloidi che manifestano un'attività chimica di superficie, sono in equilibrio con quelli disciolti nella soluzione circolante: un impoverimento della frazione solubile, dovuto ad esempio al dilavamento e all'assorbimento biologico, provoca il rilascio di ioni dalla frazione scambiabile; viceversa, un aumento della concentrazione nella soluzione circolante, dovuto ad esempio ad una concimazione, provoca la temporanea immobilizzazione di un certo numero di ioni per adsorbimento sul complesso di scambio.

### Capacità di scambio cationico
La capacità di scambio cationico (CSC) è la quantità di cationi scambiabili, espressa in milliequivalenti per 100 grammi (meq/100g), che un materiale dotato di proprietà di adsorbimento può trattenere per scambio ionico. Lo scambio ionico rappresenta uno dei più importanti meccanismi con cui il terreno trattiene e mette a disposizione delle piante e dei microrganismi elementi quali il calcio, il magnesio, il potassio, l'azoto ammoniacale, perciò la CSC è un indice della potenziale fertilità chimica dei terreni.
La capacità di scambio cationico di uno scambiatore dipende essenzialmente dalla densità delle cariche elettriche negative di superficie. L'origine di tali cariche è riconducibile, nei minerali argillosi, alla dissociazione acida dei gruppi -OH di bordo e, soprattutto a scompensi di carica determinati dalla sostituzione isomorfa del silicio con l'alluminio nei piani tetraedrici e dell'alluminio con il magnesio nei piani ottaedrici. Nell'humus è riconducibile alla dissociazione acida dei gruppi carbossilici e, in misura minore, dei gruppi idrossido dei fenoli. 
La densità elettronegativa dipende essenzialmente da due fattori: la natura delle cariche e il pH del terreno. In relazione alla natura delle cariche, la densità è relativamente bassa se queste sono originate prevalentemente dall'interruzione dei reticoli cristallini (es. caolinite), è mediamente alta se sono originate da un elevato numero di sostituzioni isomorfe silicio-alluminio (es. montmorillonite), è molto alta se sono originate dalla dissociazione ionica di gruppi funzionali organici (es. humus). Ne consegue che la CSC è in genere più alta negli scambiatori organici e più bassa in quelli minerali e, nell'ambito dei colloidi minerali, più alta nei minerali argillosi ricchi di sostituzioni isomorfe (vermiculiti, montmorilloniti) e più bassa nei fillosilicati primari. 
Ad esempio, l'humus può avere valori della CSC di 300-500 meq/100g, le montmorilloniti e le vermiculiti hanno valori medi dell'ordine di 100-150 meq/100 g, le caoliniti hanno invece valori bassissimi, inferiori a 15 meq/100g. 
A parità di condizioni il pH ha un ruolo fondamentale: i colloidi elettronegativi del terreno, sia organici sia minerali hanno proprietà anfotere e si comportano perciò come acidi e basi deboli. Nelle condizioni di pH che si riscontrano nella generalità dei terreni, l'humus e i minerali argillosi si comportano come acidi deboli e, quindi, come colloidi elettronegativi, mentre gli idrossidi di ferro e di alluminio e i minerali del gruppo della caolinite si comportano come basi deboli e, quindi, come colloidi elettropositivi:
Al diminuire del pH il grado di dissociazione dei colloidi elettronegativi diminuisce tendendo verso il punto isoelettrico, perciò la densità di carica elettrica negativa diminuisce sensibilmente in ambiente acido. Ne consegue che la CSC di un terreno o di un qualsiasi scambiatore diminuisce con il pH:
In ogni modo la dipendenza dal pH cambia secondo la natura delle cariche: il pH interferisce notevolmente con le cariche generate sui gruppi -OH dei colloidi minerali e dei gruppi fenolici dei colloidi organici, mentre negli altri casi la CSC è sostanzialmente più stabile.
Nel terreno le particelle provviste di proprietà di scambio rappresentano solo una parte della frazione granulometrica dell'argilla, perciò i valori della CSC che si riscontrano sono molto più bassi. In queste condizioni la CSC è determinata, oltre che dalla natura dello scambiatore e dal pH, anche dal tenore in argilla. 
| Tab. 2 - Valutazione della CSC rilevata nei terreni in condizioni operative | Tab. 2 - Valutazione della CSC rilevata nei terreni in condizioni operative | Tab. 2 - Valutazione della CSC rilevata nei terreni in condizioni operative |
| Valutazione                                                                 | CSC (meq/100g)                                                              |                                                                             |
| --------------------------------------------------------------------------- | --------------------------------------------------------------------------- | --------------------------------------------------------------------------- |
| Bassa                                                                       | meno di 10                                                                  |                                                                             |
| Media                                                                       | 10 - 20                                                                     |                                                                             |
| Alta                                                                        | oltre 20                                                                    |                                                                             |

La CSC è in generale piuttosto bassa nei terreni sciolti, poveri di colloidi, e in quelli delle regioni tropicali, in genere ricchi di minerali argillosi dotati di modesta proprietà di scambio (caoliniti) e praticamente privi di sostanza organica. Raggiunge valori relativamente alti nei terreni argillosi delle zone temperate, specie se ben dotati in minerali dei gruppi della vermiculite e della montmorillonite. I valori più alti della capacità di scambio cationico si riscontrano in ogni modo nei terreni ben dotati di sostanza organica, con livelli estremamente alti nei terreni torbosi.
La classificazione dei terreni in base alla CSC è riportata nella tabella 2. In genere valori relativamente alti, compresi fra 15 e 50 meq/100g si riscontrano nei terreni argillosi ben dotati di colloidi ad alta capacità di scambio, mentre nei terreni ad alto tenore in sostanza organica si possono superare anche i 100 meq/100g. Queste indicazioni hanno tuttavia solo un valore orientativo perché molto dipende dal tipo di colloidi minerali e, soprattutto, dalla reazione del terreno.

### Grado di saturazione basica
La capacità di scambio cationico è un indice della fertilità potenziale del terreno, ma non offre un quadro ben definito di quella che è l'effettiva fertilità riferita, in questo contesto, alla dotazione in elementi nutritivi. Le cariche elettriche disseminate sulla superficie dei colloidi sono neutralizzate da cationi, ma ai fini pratici ciò che ha importanza è la natura dei cationi adsorbiti sul complesso di scambio. Il complesso di scambio è per lo più saturato da ioni H+, ioni Al3+, ioni Ca2+ e Mg2+, ioni K+ e Na+. Altri cationi metallici e lo ione ammonio sono invece presenti in quantità non significative. 
L'ordine di preferenza nella saturazione corrisponde a quello dell'elenco, perciò gli ioni idrogeno e alluminio tendono a prevalere su quelli bivalenti e, questi, sui monovalenti. L'effettiva ripartizione dei cationi sul complesso di scambio dipende però anche dalla concentrazione dei cationi specifici nella soluzione circolante, che è in equilibrio con il complesso di scambio: in caso di eccesso di calcio nella soluzione circolante, questo tende perciò a rimpiazzare idrogeno e alluminio nel complesso di scambio.
La natura dei cationi adsorbiti sul complesso di scambio e la loro ripartizione specifica dipende strettamente dal pH del terreno: nei terreni acidi la soluzione circolante è povera in basi perciò gli ioni idrogeno rimpiazzano facilmente le basi adsorbite; nel contempo le basi rilasciate dal complesso di scambio hanno una persistenza ridotta in quanto nel tempo vengono sottratte alla soluzione circolante dal dilavamento e dall'assorbimento biologico.
| Tab. 3 - Valutazione del GSB e della ripartizione percentuale delle basi di scambio nei terreni in condizioni operative | Tab. 3 - Valutazione del GSB e della ripartizione percentuale delle basi di scambio nei terreni in condizioni operative | Tab. 3 - Valutazione del GSB e della ripartizione percentuale delle basi di scambio nei terreni in condizioni operative |
| Grado di saturazione basica                                                                                             | Grado di saturazione basica                                                                                             | |
| Valutazione | % della CSC | |
| --- | --- | --- |
| Molto basso | meno del 45% | |
| Basso | 45 - 65% | |
| Ottimo | 65 - 85% | |
| Alto | oltre l'85% | |
| Tenore in Ca scambiabile                                                                                                | | |
| Valutazione | % della CSC | |
| Molto basso | meno del 35% | |
| Basso | 35 - 55% | |
| Ottimo | 55 - 70% | |
| Alto | oltre il 70% | |
| Tenore in Mg scambiabile                                                                                                | | |
| Valutazione | % della CSC | |
| Molto basso | meno del 3% | |
| Medio | 3 - 10% | |
| Alto | oltre il 10% | |
| Tenore in K scambiabile                                                                                                 | | |
| Valutazione | % della CSC | |
| Molto basso | meno del 2% | |
| Medio | 2 - 5% | |
| Alto | oltre il 5% | |

Gli ioni calcio, magnesio, potassio e sodio adsorbiti sono indicati complessivamente con il termine di basi di scambio. Si definisce grado di saturazione basica o tasso di saturazione in basi o grado di saturazione in basi (GSB) il rapporto percentuale fra la sommatoria delle concentrazioni delle singole basi di scambio adsorbite e la capacità di scambio cationico, entrambe espresse in meq/100g:
Trattandosi di un rapporto percentuale che esprime una frazione della CSC, il grado di saturazione basica può assumere valori compresi fra lo zero e il 100%. I valori più bassi si riscontrano nei terreni fortemente acidi, poverissimi in basi, nei quali il complesso di scambio è saturato da ioni idrogeno e alluminio; i valori più alti si riscontrano nei terreni alcalini, ricchi in basi, nei quali il complesso di scambio è saturato prevalentemente da calcio e magnesio oppure dal sodio, secondo la natura dell'alcalinità (costituzionale o d'assorbimento).
In relazione al pH, alla selettività che ha il complesso di scambio sui diversi cationi, alla natura matriciale della frazione solida del terreno, il GSB e la ripartizione percentuale fra le singole basi possono variare molto, ma in generale si possono avere le seguenti tendenze:
- Terreni tendenti all'acidità. Questi terreni sono in generale carenti in calcio; il GSB è basso, perciò nel complesso di scambio sono abbondantemente rappresentati lo ione idrogeno e l'alluminio, mentre fra le basi di scambio possono prevalere il potassio e il magnesio secondo i minerali presenti nel suolo.
- Terreni tendenti alla neutralità. Questi terreni hanno in generale un GSB abbastanza alto, dell'ordine del 70-80%. La ripartizione percentuale in basi di scambio vede una prevalenza del calcio, seguito dal magnesio e, infine, dal potassio. Il sodio è presente in tracce.
- Terreni moderatamente alcalini (pH < 8,4-8,5). Questi terreni hanno un'alcalinità costituzionale. L'elevato tenore in calcio e magnesio nella soluzione circolante determina una completa saturazione del complesso di scambio da parte dei metalli alcalino-terrosi a scapito dell'idrogeno e del potassio. Il grado di saturazione basica è prossimo o uguale al 100%.
- Terreni alcalini propriamente detti (pH > 8,5-8,9). Questi terreni hanno un'alcalinità di assorbimento, dovuta ad un elevato tenore in carbonati di sodio nella soluzione circolante. Il GSB è del 100%; nel complesso di scambio sono presenti discrete quantità di calcio e magnesio di difficile rilascio e aumenta considerevolmente la quota rappresentata dal sodio; scarso, se non nullo, è il tenore in potassio.

Il grado di saturazione in basi ha riflessi diretti su due aspetti della fertilità del terreno: sotto l'aspetto chimico influenza la nutrizione minerale delle piante, dal momento che la dinamica dell'adsorbimento e del rilascio condiziona la disponibilità per le piante di elementi quali il calcio, il magnesio, il potassio e, indirettamente, una parte del fosforo; sotto l'aspetto fisico meccanico, un tenore elevato di sodio adsorbito sui colloidi influisce negativamente sulla struttura del terreno e, indirettamente, tutte le proprietà fisico-chimiche e meccaniche strettamente dipendenti da essa.
La valutazione dei terreni secondo il grado di saturazione basica e la ripartizione percentuale delle basi di scambio è riportata nella tabella 3.

## Potere tampone
Il terreno è in grado di comportarsi come un sistema tampone opponendosi, entro certi limiti, a drastiche variazioni del pH. Tale proprietà, nelle soluzioni, è derivata dall'eventuale presenza di alcuni composti organici anfoteri o, più frequentemente, dalla presenza contemporanea di un acido debole e di un suo sale con una base.
Nel terreno il potere tampone è determinato in gran prevalenza dalla presenza di colloidi organici e minerali parzialmente saturati dalle basi di scambio e dai colloidi elettropositivi, in particolare l'idrossido di alluminio. Un altro contributo, di minore entità, proviene dalla presenza di alcuni sali disciolti nella soluzione circolante (bicarbonato di calcio e sali di acidi organici). La proprietà tampone conferita dai colloidi del terreno è dovuta al comportamento, sia dell'humus sia dei minerali argillosi, come acidi deboli, e dell'idrossido di alluminio come base debole.
Prescindendo dall'eventuale modesta proprietà tampone della soluzione circolante, il potere tampone di un terreno dipende dalla capacità di scambio cationico e dal grado di saturazione basica: un'alta capacità di scambio, a parità di condizioni, conferisce potenzialmente un elevato potere tampone; tuttavia, affinché il complesso di scambio si comporti come agente tampone sia verso l'aumento sia verso la riduzione del pH,  è necessario che abbia contemporaneamente idrogeno e basi di scambio; le migliori condizioni, per ovvie ragioni, si verificano quando il grado di saturazione basica è dell'ordine del 50%. In definitiva il potere tampone del terreno dipende dalla tessitura, dal tenore in sostanza organica e, infine, dal pH.
Per quanto riguarda il ruolo della tessitura e del contenuto in sostanza organica, queste proprietà si riflettono sul tenore in colloidi e, quindi, sulla CSC. A parità di condizioni, infatti, il potere tampone aumenta passando dai terreni sabbiosi ai terreni argillosi e ancora di più ai terreni torbosi, in relazione ai valori della CSC che in genere hanno queste tipologie di suoli.
Per quanto riguarda il ruolo del pH, da questa proprietà dipende in linea generale il grado di saturazione basica e, quindi la disponibilità nella superficie adsorbente di ioni idrogeno e basi di scambio da rilasciare all'occorrenza. Le migliori condizioni si hanno nei terreni subacidi, dove il tasso di saturazione basica e dell'ordine del 50%, e in misura minore in quelli neutri. Questi terreni mostrano un elevato potere tampone sia verso l'aumento sia verso la diminuzione del pH. I terreni con reazione anomala mostrano invece un'azione tampone prevalente verso la sola acidificazione (terreni alcalini) o la sola alcalinizzazione (terreni acidi).
Il potere tampone del terreno è da considerarsi, in contesti differenti, una proprietà positiva o negativa. È positiva nei terreni tendenzialmente neutri perché si oppone ai fattori di acidificazione e di alcalinizzazione mantenendo stabile il pH del terreno. È invece negativa nei terreni con pH fortemente anomalo in quanto si oppone soprattutto agli interventi di correzione mentre manifesta una scarsa efficacia contro i fenomeni che tendono ad intensificare il problema.

## Sostanza organica e humus
La sostanza organica del terreno è l'insieme dei composti organici presenti in esso, indipendentemente dalla sua origine, dal suo grado di complessità strutturale, dalla sua incorporazione nella biomassa vivente. Fanno parte della sostanza organica, pertanto, gli organismi viventi presenti nel terreno, i loro resti in via di decomposizione, i fertilizzanti organici apportati dall'uomo, ma anche quelli di origine sintetica arrivati al suolo più o meno accidentalmente (residui di fitofarmaci, rifiuti vari, ecc.).
L'humus rappresenta solo una quota della sostanza organica del terreno e consiste in un composto organico macromolecolare rielaborato con l'umificazione a partire da composti organici semplici incorporati in un eteropolimero costruito con la condensazione di nuclei aromatici polifenolici derivati, secondo alcune ipotesi, dalla decomposizione delle lignine.
Il ruolo della sostanza organica e, in particolare dell'humus, nel terreno si manifesta in diversi aspetti della fertilità:
- migliora la struttura, facendola evolvere verso il tipo glomerulare e condizionando tutte le proprietà fisiche ad essa collegate (permeabilità, sofficità, porosità, ecc.);
- aumenta la capacità di ritenzione dell'acqua, grazie all'elevato potere assorbente;
- migliora il potere assorbente del terreno, grazie all'aumento della capacità di scambio cationico, derivato dalla presenza dell'humus, e all'assorbimento biologico, fondamentale per il mantenimento delle riserve di azoto e zolfo nel terreno;
- migliora la disponibilità di alcuni microelementi, grazie alle proprietà chelanti, preservandoli dall'insolubilizzazione;
- migliora il potere tampone, grazie alle sue proprietà anfotere;
- è un attivatore biologico in quanto la maggior parte dei processi microbici di trasformazione sono strettamente dipendenti dal ciclo del carbonio.

Da un punto di vista ecologico, inoltre, la presenza dell'humus conferisce al terreno la capacità di smaltire diversi agenti inquinanti: i residui di diversi fitofarmaci sono disattivati per adsorbimento sui colloidi organici o per immobilizzazione e trattenuti impedendone il dilavamento e il conseguente inquinamento della falda freatica; ad esempio, è noto che gli erbicidi della famiglia delle triazine sono poco efficaci nei terreni ricchi di sostanza organica, sui quali sono ammessi dosaggi più alti.
La determinazione della sostanza organica si può eseguire con diversi metodi che, trattandosi di artefatti convenzionali, portano a differenti risultati. Il metodo ufficiale (Walkey-Black) prevede la determinazione del carbonio liberato dall'ossidazione con dicromato di potassio in ambiente acido. Il tenore in sostanza organica si ottiene moltiplicando per 1,72 il carbonio determinato. Un metodo più rudimentale consiste nel moltiplicare per 6,25 il tenore in azoto totale, tuttavia questo metodo è falsato dall'effettivo valore del rapporto carbonio/azoto nel terreno.
La valutazione del tenore in sostanza organica va sempre rapportata al contesto operativo:
- a parità di condizioni il terreno agrario ha un tenore in sostanza organica più basso del terreno naturale;
- la dinamica del ciclo del carbonio nel suolo è strettamente dipendente dalle condizioni ambientali e, in particolare, dal regime termico e pluviometrico. In generale il tenore si abbassa passando dalle regioni temperate fredde a quelle con clima caldo-arido, fino ad annullarsi nelle regioni tropicali; ad esempio, un tenore del 1% è ritenuto appena sufficiente se non basso in un terreno della Pianura Padana mentre è un buon valore se rilevato in un terreno dell'Italia meridionale.
- il ruolo della sostanza organica sulla fertilità fisica è strettamente condizionato dal tenore in argilla, che tende a mascherarne gli effetti fino ad annullarli del tutto nei terreni fortemente argillosi; inoltre, l'alto grado di ossigenazione dei terreni pietrosi e dei terreni sabbiosi indirizza il bilancio della sostanza organica verso la mineralizzazione, specie in ambienti che attraversano periodi di alte temperature associate a siccità. In definitiva, a parità di condizioni, il giudizio di valutazione si riduce all'aumentare del tenore in argilla.

| Tab. 4 - Valutazione di un terreno agrario in funzione del tenore in sostanza organica | Tab. 4 - Valutazione di un terreno agrario in funzione del tenore in sostanza organica | Tab. 4 - Valutazione di un terreno agrario in funzione del tenore in sostanza organica |
| Valutazione                                                                            | % in sost. org.                                                                        |                                                                                        |
| -------------------------------------------------------------------------------------- | -------------------------------------------------------------------------------------- | -------------------------------------------------------------------------------------- |
| povero                                                                                 | meno del 1,5%                                                                          |                                                                                        |
| mediamente dotato                                                                      | 1,5 - 3%                                                                               |                                                                                        |
| ricco                                                                                  | oltre il 3%                                                                            |                                                                                        |

A titolo orientativo, uno schema di classificazione, adatto soprattutto alle condizioni ordinarie dei terreni agrari dell'Italia centrosettentrionale, è riportato in tabella 4. Va tuttavia precisato che in condizioni particolari il tenore in sostanza organica è molto più alto rispetto ai valori di riferimento riportati in tabella, fino a superare il 10% in terreni definiti umiferi e il 20% in quelli definiti organici o torbosi.
Un altro parametro di grande importanza, ai fini della valutazione della fertilità di un terreno, è il rapporto carbonio/azoto. Questo rapporto può essere calcolato dividendo il tenore percentuale in C organico (si ottiene dividendo il tenore in sostanza organica per 1,72) e il tenore percentuale in N totale (determinato con il metodo Kjeldahl). Nell'humus propriamente detto il rapporto C/N oscilla fra 9 e 10, perciò valori rilevati prossimi a 10 indicano un buon stato di umificazione della sostanza organica. Un valore basso (es. 5) è indice di una mineralizzazione eccessiva della sostanza organica; valori alti (es. 20-40) sono indice di un basso tenore in sostanza organica oppure di un eccessivo tenore in sostanza organica indecomposta a causa di un'umificazione stentata per carenza di azoto. In entrambi i casi (rapporto basso o alto) il terreno va ritenuto poco fertile perché la dotazione in elementi nutritivi è modesta a causa dell'immobilizzazione organica o del dilavamento degli elementi nutritivi.

## Potenziale di ossidoriduzione
| Tab. 5 - Scala del potenziale di riduzione standard degli agenti ossidanti presenti nel terreno | Tab. 5 - Scala del potenziale di riduzione standard degli agenti ossidanti presenti nel terreno | Tab. 5 - Scala del potenziale di riduzione standard degli agenti ossidanti presenti nel terreno |
| Semireazione                                                                                    | E0 (V)                                                                                          |                                                                                                 |
| ----------------------------------------------------------------------------------------------- | ----------------------------------------------------------------------------------------------- | ----------------------------------------------------------------------------------------------- |
| 2H+(aq) + 2e− → H2(g)                                                                           | 0,00                                                                                            |                                                                                                 |
| C(s) + 4H+ + 4e− → CH4(g)                                                                       | +0.13                                                                                           |                                                                                                 |
| S(s) + 2H+ + 2e− → H2S(g)                                                                       | +0.14                                                                                           |                                                                                                 |
| HSO4−(aq) + 3H+ + 2e− → 2H2O(l) + SO2(aq)                                                       | +0.16                                                                                           |                                                                                                 |
| SO42−(aq) + 4H+ + 2e− → 2H2O(l) + SO2(aq)                                                       | +0.17                                                                                           |                                                                                                 |
| CO2(g) + 4H+ + 4e− → C(s) + 4H2O                                                                | +0.21                                                                                           |                                                                                                 |
| Cu2+(aq) + 2e− → Cu(s)                                                                          | +0.34                                                                                           |                                                                                                 |
| SO2(aq) + 4H+ + 4e− → S(s) + 2H2O                                                               | +0.50                                                                                           |                                                                                                 |
| Cu+(aq) + e− → Cu(s)                                                                            | +0.52                                                                                           |                                                                                                 |
| O2(g) + 2H+ + 2e− → H2O2(aq)                                                                    | +0.70                                                                                           |                                                                                                 |
| Fe3+(aq) + e− → Fe2+(aq)                                                                        | +0.77                                                                                           |                                                                                                 |
| NO3–(aq) + 2H+ + e− → NO2(g) + H2O                                                              | +0.80                                                                                           |                                                                                                 |
| MnO2(s) + 4H+ + 2e− → Mn2+(aq) + 2H2O                                                           | +1.23                                                                                           |                                                                                                 |
| O2(g) + 4H+ + 4e− → 2H2O                                                                        | +1.23                                                                                           |                                                                                                 |
| Legenda: (aq) disciolto in soluzione (g) gas (l) liquido (s) solido insolubile                  |                                                                                                 |                                                                                                 |

Il terreno è un sistema chimico complesso nel quale sono comprese anche le reazioni di ossidoriduzione; in altri termini, in funzione di alcuni fattori ambientali, il terreno si comporta come agente ossidante o riducente nei confronti di alcune specie chimiche. Tale azione si svolge spontaneamente e in un contesto ambientale che prevede la presenza contemporanea dell'acqua e dell'aria, con limiti estremi in corrispondenza della completa sommersione (assenza d'aria) e della completa aerazione (assenza d'acqua). In tali condizioni il potere riducente del terreno si colloca, all'interno della scala del potenziale standard di riduzione, nell'intervallo compreso fra la riduzione dell'ossigeno molecolare  (O2/H2O, E0=1,23 V), in condizioni di assenza d'acqua e massima aerazione, e la riduzione dello ione idrogeno (H+/H2, E0=0 V), in condizioni di assenza di ossigeno e completa sommersione. 
Nella tabella 5 sono riportate le reazioni di riduzione più importanti che possono svolgersi nel terreno nell'ambito di questo intervallo. Alcune delle reazioni riportate non hanno interesse pratico in termini quantitativi. L'ordine in cui si svolgono in relazione al potenziale standard in realtà si discosta da quello teorico e segue schemi dettati dalla complessità del sistema suolo. Il risultato è che sia gli stati ossidati sia quelli ridotti delle specie chimiche indicate in tabella possono essere presenti in modo stabile all'interno del campo di variazione del potenziale fra 0 e +1,23 V. Diverso è invece il contesto per le specie chimiche il cui potenziale standard di riduzione supera tali limiti. 
Ad esempio, la coppia Fe2+/Fe, avendo un potenziale standard di -0,44 V, è esclusa dal suddetto intervallo, mentre la coppia Fe3+/Fe2+, con un potenziale di +0,77 V, rientra in pieno. Ciò implica che il Ferro può trovarsi nel terreno, secondo i casi, sotto forma di ione ferrico (Fe3+) o di ione ferroso (Fe2+), ma mai in forma metallica (Fe). Infatti, anche in condizioni fortemente riducenti, il ferro elementare è instabile perché prima della sua formazione si ha la riduzione dello ione idrogeno a idrogeno elementare (H2). Analogamente, il cloro molecolare (Cl2) non è presente nelle soluzioni acquose e nel terreno per la sua instabilità a causa del potenziale di +1,36 V relativo alla sua riduzione a ione Cl-: anche in condizioni di forte ossidazione, prima della formazione del cloro molecolare si avrà l'ossidazione dell'ossigeno dell'acqua a ossigeno molecolare. 
Il potenziale redox del terreno si rileva per via potenziometrica e pertanto si esprime in Volt, tuttavia nella letteratura si fa ricorso anche ad una scala numerica che usa i gradi rH, derivata dall'applicazione dell'operatore matematico r analogo all'operatore p del pH. Il principio su cui si basa la scala rH è che il potenziale di ossidoriduzione può essere correlato allo sviluppo di idrogeno molecolare (H2), rilevato misurandone la concentrazione in termini di pressione parziale ([H2]). L'indice rH deriva dall'applicazione della formula:
Il grado rH è inoltre legato al pH e al potenziale di ossidoriduzione da una relazione lineare di proporzionalità diretta:
Ne consegue che il grado rH aumenta con il pH e con le condizioni di ossidazione.
La scala dei gradi rH varia da un minimo teorico uguale a 0 ad un massimo reale, rilevato sperimentalmente, uguale a 42. Il valore minimo corrisponde al massimo grado di riduzione con pressione parziale dell'idrogeno sviluppato uguale a quella atmosferica ([H2]=1, rH=0) e pressione parziale dell'ossigeno virtualmente nulla, il secondo corrisponde al massimo grado di ossidazione, che si ha con il valore massimo della pressione parziale dell'ossigeno e pressione parziale dell'idrogeno virtualmente nulla ([2]=1042, rH=42). All'interno di questa scala c'è un valore di rH in corrispondenza del quale la pressione parziale dell'idrogeno e quella dell'ossigeno si eguagliano. Questo valore, a pH 7 e a 20 °C, è uguale a 27,7 e corrisponde ad un potenziale di ossidoriduzione uguale a circa 0,40 V. Nel terreno i valori effetti di potenziale misurati sperimentalmente variano da un minimo dell'ordine di -0,22 V a massimi dell'ordine di 0,6 V (rH=6,56-34,28). Di norma i valori dei terreni si collocano in un campo di variabilità compreso fra 0 e 0,6 (rH=14-34,28).
Il limite di 0,40 V (rH 27,7 a pH 7) è il punto di equilibrio fra i processi di riduzione e quelli di ossidazione: sotto questo valore prevalgono le riduzioni (ambiente riducente), al di sopra prevalgono le ossidazioni (ambiente ossidante). Dal valore del potenziale di ossidoriduzione dipendono gli equilibri che si instaurano nella complessa microflora microbica del terreno, con importanti riflessi sullo stato di fertilità chimica, sotto l'aspetto nutrizionale, e le stesse condizioni di vivibilità per le piante. 
Le condizioni ottimali si verificano con un rH compreso fra 26 e 30. Tali condizioni sono tipiche dei terreni che hanno un buon tenore in colloidi, sono ben strutturati e non soffrono di ristagni idrici persistenti. I principali riflessi sono i seguenti:
- disponibilità di ossigeno, necessario per lo svolgimento dei processi respiratori sia per le piante sia per i microrganismi aerobi;
- equilibrio sostanziale fra mineralizzazione e umificazione della sostanza organica;
- disponibilità dell'azoto in forma nitrica;
- disponibilità del ferro e dello zolfo nelle forme assimilabili (Fe3+, HSO4- e SO32-);
- assenza di specie chimiche ad azione fitotossica (solfuri e Mn2+).

Valori eccessivamente alti del potenziale di ossidoriduzione (rH>30), per quanto non pregiudicanti nei confronti della vita delle piante, hanno riflessi sulla stabilità dello stato di fertilità del terreno in quanto la forte aerazione sposta l'equilibrio delle trasformazioni della sostanza organica verso la mineralizzazione. Tali condizioni si verificano in terreni poveri di colloidi, con tessitura grossolana o sciolta (eccessivamente ricchi di scheletro o sabbia) e soggetti a periodi più o meno lunghi di carenza idrica. Tali condizioni hanno ripercussioni sul potere assorbente del terreno, sul suo stato strutturale e sulla nutrizione azotata, ma possono essere controllati adeguatamente con una tecnica colturale appropriata.
Valori eccessivamente bassi del potenziale di ossidoriduzione (rH 18-20) si riscontrano in terreni eccessivamente microporosi, mal strutturati e mal drenati, soggetti a lunghi periodi di ristagno idrico anche se temporanei. I principali riflessi sono i seguenti:
- carenza di ossigeno, con rischio di asfissia radicale nelle piante non adattate e prevalenza dei microrganismi anaerobi (denitrificanti, ferroriduttori, solfatoriduttori, metanobatteri, ecc.);
- arresto della mineralizzazione e umificazione stentata, con conseguente accumulo di sostanza organica indecomposta;
- perdita consistente dell'azoto per denitrificazione;
- insolubilizzazione del ferro sotto forma di ferro ferroso;
- riduzione dei solfati con conseguente perdita dello zolfo assimilabile e accumulo di zolfo elementare e solfuri;
- comparsa di sostanze fitotossiche (solfuri, manganese II).

In definitiva l'ambiente riducente è altamente sfavorevole perché non solo si ripercuote sui cicli biogeochimici e sulla nutrizione delle piante, ma crea anche condizioni di invivibilità per assenza di ossigeno e fenomeni di tossicità alle quali possono adattarsi solo le piante idrofite. Condizioni di sommersione permanenti instaurano infine un ambiente riducente tale da favorire i processi di riduzione del carbonio, con accumulo di carbonio elementare (torbificazione), sviluppo di idrogeno e di metano. Tali condizioni si verificano nei terreni sommersi delle paludi.

## Contenuto in calcare
Il contenuto in calcare è una proprietà chimica che influisce notevolmente su diverse proprietà fisiche e chimiche dei terreni soggetti ad alcalinità costituzionale. Il calcare presente nel terreno deriva in genere dalla disgregazione di minerali presenti in rocce carbonatiche (calcite, aragonite, dolomite) oppure dal deposito conseguente all'apporto naturale o artificiale di acque carbonatiche. In senso stretto il calcare comprende i carbonati di calcio e di magnesio, ma nel terreno sono presenti anche altri carbonati (di ferro, potassio, sodio, ecc.) che nel complesso rientrano nella composizione del calcare totale; la presenza di questi carbonati è tuttavia secondaria ad eccezione dei terreni sodici, che non rientrano comunque nei casi di alcalinità costituzionale.
Dal punto di vista granulometrico le particelle di calcare rientrano soprattutto nella composizione del limo e, in parte, dell'argilla. Terreni alloctoni derivati da rocce carbonatiche possono avere anche un discreto tenore in scheletro nella cui composizione rientrano frammenti di rocce calcaree. Dal punto di vista chimico la frazione granulometrica di maggiore interesse è quella argillosa, in quanto sono le particelle più fini ad intervenire nei processi fisici e chimici di superficie. Il calcare totale si distingue perciò in due frazioni, dette rispettivamente calcare inerte e calcare attivo; quest'ultima è quella che effettivamente contribuisce a determinare le proprietà chimiche dei terreni.
I principali effetti di un'elevata dotazione di calcare e, in particolare, della frazione attiva sono i seguenti:
- aumento del pH fino a valori che variano, secondo la dotazione, tra pH 7,4 e pH 8,5;
- aumento della capacità di scambio cationico e del grado di saturazione basica, quest'ultimo con valore del 100% o di poco inferiori;
- elevata percentuale di calcio nel complesso di scambio a scapito del potassio;
- antagonismo nell'assorbimento radicale del potassio;
- immobilizzazione del fosforo per precipitazione chimica (retrogradazione del fosforo) sotto forma di Ca3(PO4)2 (fosfato tricalcico): il pH alto sposta l'equilibrio multiplo di dissociazione dell'acido fosforico verso il residuo PO43-, il quale è solubile solo se combinato con i metalli alcalini.
- immobilizzazione del ferro per insolubilizzazione: la solubilità del ferro diminuisce progressivamente all'aumentare del pH e nei terreni basici si manifesta in alcune specie la carenza di ferro nota come clorosi ferrica. Va detto, in generale, che il pH alto riduce la solubilità anche degli altri oligoelementi assorbiti in forma cationica (manganese, rame e, soprattutto, zinco), anche se i sintomi di una carenza sono meno frequenti di quella del ferro;
- aumento della mobilità del molibdeno: questo microelemento, insieme al boro, è l'unico ad essere assorbito dalle piante in forma anionica (ione molibdato, MoO42-) perciò l'aumento del pH sposta l'equilibrio di dissociazione dell'acido molibdico verso la forma ionizzata, più solubile;
- aumento del potere tampone: come detto in precedenza, il calcare attivo libera nuovo calcio sottratto al complesso di scambio dai fattori di acidificazione impedendo virtualmente anche piccole diminuzioni di pH.

Va inoltre precisato che l'elevato tenore in calcio scambiabile è positivo sulla struttura del terreno in quanto favorisce la formazione di una struttura glomerulare stabile. I terreni ben dotati in calcare sono generalmente ben strutturati con alcuni riflessi positivi sulle proprietà chimiche del terreno condizionate dalla struttura.
In definitiva, un'elevata dotazione in calcare causa l'insorgenza di alcuni problemi, non trascurabili, relativi alla nutrizione minerale delle piante, in particolare per il fosforo, il ferro e in misura minore il potassio. Nel complesso i terreni calcarei mostrano risposte delle colture tipiche dei terreni poveri, di modesta fertilità sotto l'aspetto nutrizionale. L'adozione di particolari accorgimenti della tecnica colturale permette tuttavia la manifestazione di una discreta vocazione agronomica di questi terreni, inferiore solo a quella dei terreni neutri. Va inoltre detto che alcune colture manifestano la piena potenzialità produttiva proprio nei terreni basici come, in particolare, la maggior parte delle Leguminose, che oltre ad essere esigenti in calcio beneficiano anche della maggiore assimilabilità del molibdeno, microelemento indispensabile per l'azotofissazione simbiontica.
Non esistono schemi di classificazione dei terreni agrari in base al contenuto in calcare di larga condivisione: le classificazioni riportate in letteratura divergono talvolta in modo sensibile nella definizione delle classi e dei valori di riferimento. La classificazione inoltre cambia decisamente in funzione del parametro adottato in quanto i livelli medi di riferimento del calcare attivo sono più bassi di quelli relativi al calcare totale. In generale molte fonti giudicano bassa o mediamente bassa una dotazione in calcare attivo inferiore al 2-5%, alta o eccessivamente alta una dotazione superiore al 10-15%; più uniformi sono invece le classificazioni che fanno riferimento al tenore in calcare totale e in genere si considera bassa o mediamente bassa una dotazione inferiore al 5-10%, alta una dotazione del 15-25%, eccessiva una dotazione superiore al 25%.

## Dotazione in elementi nutritivi
La dotazione di elementi nutritivi di un terreno è l'aspetto della fertilità comunemente percepito dalle persone, ma in realtà rappresenta solo una parte della fertilità chimica e, a maggior ragione, della fertilità sensu lato. In realtà nel terreno agrario rappresenta un fattore di più facile controllo rispetto ad altri, in quanto i difetti si correggono con la tecnica della concimazione, purché non ci siano condizioni fisico-chimiche specifiche che interferiscono con essa. La conoscenza della dotazione è in ogni caso di fondamentale importanza ai fini dell'impostazione di una razionale tecnica.
Gli elementi nutritivi si distinguono in macroelementi e microelementi. I primi sono assorbiti in grande quantità dalle piante, i secondi sono elementi dinamici utilizzati come componenti di cofattori o come attivatori di enzimi nei processi biochimici, perciò sono assorbiti in piccole quantità. I macroelementi, inoltre, non sono tutti interessati dalla nutrizione minerale: infatti, il carbonio, l'ossigeno e l'idrogeno, componenti fondamentali di tutti i composti organici, sono acquisiti dalle piante attraverso la nutrizione carbonica e la nutrizione idrica. Nell'ambito dei macroelementi coinvolti nella nutrizione minerale si suole distinguere, per convenzione, tra principali e secondari. Tale distinzione si basa fondamentalmente sull'eventuale necessità di un apporto artificiale mirato: di norma non sussiste la necessità di un apporto specifico degli elementi secondari in quanto sono già presenti nel terreno in quantità soddisfacenti e il loro apporto è garantito da fattori naturali o contingenti (ad esempio, sono spesso componenti secondari dei concimi). Uno schema riepilogativo è riportato in tabella 6. 
| Tab. 6 - Classificazione degli elementi nutritivi                  | Tab. 6 - Classificazione degli elementi nutritivi       | Tab. 6 - Classificazione degli elementi nutritivi | Tab. 6 - Classificazione degli elementi nutritivi                                           | Tab. 6 - Classificazione degli elementi nutritivi |
| Macroelementi                                                      | Macroelementi                                           | Macroelementi                                     | Microelementi                                                                               | Microelementi                                     |
| Non assunti con la nutrizione minerale                             | Assunti con la nutrizione minerale                      | Assunti con la nutrizione minerale                | Per tutte le specie                                                                         | Per alcune specie                                 |
| Non assunti con la nutrizione minerale                             | Principali                                              | Secondari                                         | Per tutte le specie                                                                         | Per alcune specie                                 |
| ------------------------------------------------------------------ | ------------------------------------------------------- | ------------------------------------------------- | ------------------------------------------------------------------------------------------- | ------------------------------------------------- |
| Carbonio: CO2 Ossigeno: O2, H2O Idrogeno: H2O (Azoto: N2)          | Azoto: NO3- (NH4+) Fosforo: H2PO4-, HPO42- Potassio: K+ | Calcio: Ca2+ Zolfo: SO42- Magnesio: Mg2+          | Ferro: Fe3+ Cloro: Cl- Manganese: Mn2+ Rame: Cu2+ Zinco: Zn2+ Boro: BO33- Molibdeno: MoO42- | Sodio: Na+ Selenio Silicio Cobalto Vanadio        |
| Nota: per ogni elemento è indicata la forma assorbita dalle piante |                                                         |                                                   |                                                                                             |                                                   |

### Azoto
| Tab. 7 - Valutazione del terreno in base al tenore in N totale | Tab. 7 - Valutazione del terreno in base al tenore in N totale |
| Valutazione                                                    | N totale (‰)                                                   |
| -------------------------------------------------------------- | -------------------------------------------------------------- |
| povero                                                         | < 1                                                            |
| mediamente dotato                                              | 1 - 1,5                                                        |
| ben dotato                                                     | 1,5 - 2,2                                                      |
| ricco                                                          | 2,2 - 5                                                        |
| eccessivamente dotato                                          | > 5                                                            |

L'azoto, a differenza degli altri elementi, non ha fonti di origine minerale, fatta eccezione per il nitrato del Cile, in realtà derivato da depositi fossili di guano, la cui importanza è stata drasticamente ridimensionata dalla sintesi industriale dell'ammoniaca e dell'urea. Nei terreni naturali e in quelli agrari ad agricoltura marginale la fonte vera e propria di azoto è rappresentata dal ciclo del carbonio, che attraverso la mineralizzazione della sostanza organica reintegrata, restituisce parte dell'azoto immobilizzato dall'assorbimento biologico e accumulato in tempi lunghissimi dall'azotofissazione, processo esclusivamente microbico. Nei terreni agrari in cui si attua un'agricoltura intensiva la fonte vera e propria è rappresentata invece dalla concimazione, a causa dell'insufficienza del ciclo del carbonio nel garantire, nel breve periodo, elevate rese produttive. 
La sua specificità ne fa un elemento soggetto ad una particolare criticità: l'azoto rientra infatti nella composizione dei prodotti nobili, asportati con il raccolto, ed è suscettibile di perdite per varie cause, pertanto deve essere continuamente reintegrato per bilanciare il progressivo depauperamento. L'agricoltura tradizionale ha sempre applicato, sia pure in modo inconscio, questo concetto attraverso l'inserimento delle Leguminose nelle rotazioni colturali e la pratica della concimazione organica, principalmente con l'apporto dei rifiuti di origine animale (letamazione, maggese e altre forme di riposo pascolativo). 
Nel terreno è presente, stabilmente, sotto forma di azoto organico e trattenuto perciò per assorbimento biologico. Una quota di minore entità è presente in forma minerale come azoto ammoniacale adsorbito sui colloidi e come azoto nitrico disciolto nella soluzione circolante. Quest'ultimo, che rappresenta la forma direttamente assimilabile, è soggetto a perdite per dilavamento e per denitrificazione. Il mantenimento delle riserve ed il rilascio graduale della forma assimilabile è garantito dal ciclo dell'azoto, alcune fasi del quale sono basate esclusivamente sull'attività microbica. Da queste considerazioni si evince che la nutrizione azotata è largamente condizionata dalle proprietà biologiche, fisiche e chimiche del terreno. Fra le proprietà chimiche hanno un ruolo fondamentale il tenore in sostanza organica e il potenziale di ossidoriduzione: la disponibilità di azoto nel terreno è infatti strettamente correlata al tenore in sostanza organica e al rapporto fra mineralizzazione e umificazione; terreni poveri in sostanza organica o soggetti a intensa mineralizzazione sono infatti sistematicamente poveri in azoto.
Il tenore in azoto viene determinato per titolazione dell'ammoniaca dopo ossidazione totale attraverso il metodo Kjeldahl ed è espresso come N totale. L'unità di misura è il per cento peso/peso (o il per mille). Una classificazione dei terreni in base alla dotazione in azoto è riportata in tabella 7. Altri schemi di classificazione riportati in letteratura differiscono leggermente nella definizione delle classi e dei limiti di riferimento.

### Fosforo
| Tab. 8 - Alcuni schemi di classificazione dei terreni in base al tenore in P o P2O5 ass. (metodo Olsen) | Tab. 8 - Alcuni schemi di classificazione dei terreni in base al tenore in P o P2O5 ass. (metodo Olsen) |
| Classificazione n. 1                                                                                    | Classificazione n. 1                                                                                    |
| Valutazione                                                                                             | P2O5 ass. (ppm)                                                                                         |
| --- | --- |
| povero                                                                                                  | meno di 10                                                                                              |
| mediamente dotato                                                                                       | 10 - 20                                                                                                 |
| ben dotato                                                                                              | 20 - 40                                                                                                 |
| ricco                                                                                                   | oltre 40                                                                                                |
| Classificazione n. 2                                                                                    | |
| Valutazione                                                                                             | P ass. (ppm)                                                                                            |
| molto scarso                                                                                            | meno di 5                                                                                               |
| scarso                                                                                                  | 5 - 11                                                                                                  |
| sufficiente                                                                                             | 11 - 16                                                                                                 |
| buono                                                                                                   | 16 - 25                                                                                                 |
| elevato                                                                                                 | oltre 25                                                                                                |

Il fosforo è presente nel terreno soprattutto come prodotto della lenta degradazione delle apatiti, minerali contenenti fosfato di calcio, generalmente presenti in piccole quantità in rocce magmatiche. Altre fonti minerali sono rappresentate dalle fosforiti, rocce sedimentarie ricche di apatite, originate da depositi di fosfati in ambiente marino. 
Tali rocce hanno una diffusione limitata nel mondo e sono soggette ad un progressivo esaurimento, tuttavia, essendo state largamente impiegate come materia prima per la produzione dei concimi fosfatici (perfosfato minerale e perfosfato triplo) hanno contribuito notevolmente ad arricchire la dotazione di fosforo in molti terreni. Le fonti non minerali sono invece rappresentate dal riciclo della sostanza organica: in particolare, alte concentrazioni di fosforo sono presenti nelle ossa dei vertebrati, di cui il fosfato di calcio è il principale componente. Le ossa sono anche la seconda materia prima impiegata per la produzione dei concimi.
La solubilizzazione del fosfato minerale e di quello contenuto nelle ossa è un processo molto lento, perciò nel terreno agrario la fonte più consistente è rappresentata dalla concimazione, che apporta sali del fosforo in forma solubile. Il fosforo è un elemento poco dinamico nel terreno, soggetto facilmente all'immobilizzazione per assorbimento chimico (insolubilizzazione) e per adsorbimento anionico. La sua dinamica, regolata per lo più da fattori chimici, si regge su equilibri delicati che in particolari condizioni rendono questo elemento di difficile assimilazione. 
Nel terreno è presente in forma organica (come componente di alcuni composti organici) e, soprattutto, sotto forma di sali dell'acido fosforico. Trattandosi di un acido triprotico, in soluzione sono presenti diversi residui in equilibrio chimico multiplo
{\displaystyle H_{3}PO_{4}\rightleftharpoons H_{2}PO_{4}^{-}+H^{+}\rightleftharpoons HPO_{4}^{2-}+2H^{+}\rightleftharpoons PO_{4}^{3-}+3H^{+}}
L'equilibrio di dissociazione dell'acido fosforico e dei suoi residui è tanto più spostato verso destra quanto più alto è il pH, perciò la forma completamente dissociata (ione PO43-) prevale in ambiente basico. La solubilità è strettamente dipendente dalla specie chimica che neutralizza i residui dell'acido fosforico e, come si è detto in precedenza, il fosforo va incontro a insolubilizzazione: nei terreni acidi sotto forma di fosfati di ferro e alluminio, in quelli basici per alcalinità costituzionale sotto forma di fosfato neutro di calcio.
Le migliori condizioni per la nutrizione fosfatica si verificano perciò nei terreni neutri, dove prevalgono le forme più o meno solubili del fosfato di calcio, Ca(H2PO4)2 e CaHPO4. In ogni caso l'assorbimento chimico ha una certa reversibilità in quanto anche i fosfati insolubili possono essere portati in soluzione in condizioni particolari, soprattutto nella rizosfera.
Ai fini agronomici, più che il contenuto in fosforo totale è fondamentale conoscere la frazione disponibile per le piante, rappresentata dal fosforo solubile e dal fosforo scambiabile (presente rispettivamente nella soluzione circolante e nel complesso di scambio). Il fosforo incorporato nei reticoli cristallini delle apatiti (fosforo inerte) e quello precipitato sotto forma di sali insolubili (fosforo insolubile) non sono in generale disponibili. Il fosforo organico, infine, è disponibile per le piante solo dopo il processo di mineralizzazione. Per convenzione il contenuto in fosforo è espresso in termini di anidride fosforica (P2O5) nella letteratura, nelle analisi chimiche e nella formulazione dei concimi, ma sono frequenti anche i dati espressi in fosforo puro. Per uniformare i valori e renderli comparabili si deve applicare il rapporto stechiometrico tra fosforo e anidride fosforica. Per convertire l'unità di fosforo in unità di anidride fosforica si dovrà moltiplicare il valore per il coefficiente 2,29:
| Tab. 9 - Soglia di sufficienza del contenuto in P2O5 ass. (metodo Olsen) in relazione alla CSC | Tab. 9 - Soglia di sufficienza del contenuto in P2O5 ass. (metodo Olsen) in relazione alla CSC |
| CSC (meq/100g)                                                                                 | P2O5 ass. (ppm)                                                                                |
| ---------------------------------------------------------------------------------------------- | ---------------------------------------------------------------------------------------------- |
| meno di 10                                                                                     | 50                                                                                             |
| 10 - 20                                                                                        | 70                                                                                             |
| oltre 20                                                                                       | 80                                                                                             |

La valutazione della dotazione in fosforo determinata da un'analisi chimica è strettamente legata al metodo impiegato. Quello maggiormente adottato e contemplato anche dalla metodologia ufficiale è il metodo Olsen, che determina il cosiddetto fosforo assimilabile. Questa frazione corrisponde al fosforo solubile e ad una parte di quello precipitato come fosfato di calcio e si è riscontrato che le determinazioni con il metodo Olsen sono quelle che si avvicinano meglio alla quantità di fosforo effettivamente utilizzabile dalle piante. Una scala di valutazione dovrebbe essere rapportata alla capacità di scambio del terreno; inoltre le piante manifestano differenti capacità nell'assorbimento del fosforo. Nelle tabelle 8 e 9 sono riportati alcuni differenti approcci, basati sul metodo Olsen, sulla valutazione della dotazione in fosforo assimilabile. Altre interpretazioni riportate in letteratura possono discostarsi sensibilmente perciò le indicazioni hanno solo un valore orientativo.

### Potassio
| Tab. 10 - Alcuni schemi di classificazione dei terreni in base al tenore in K o K2O ass. (estrazione con NH4 acetato) | Tab. 10 - Alcuni schemi di classificazione dei terreni in base al tenore in K o K2O ass. (estrazione con NH4 acetato) |
| Classificazione n. 1                                                                                                  | Classificazione n. 1                                                                                                  |
| Valutazione | K2O ass. (ppm) |
| --- | --- |
| povero | meno di 80 |
| mediamente dotato | 80 - 150 |
| ben dotato | 150 - 250 |
| ricco | oltre 250 |
| Classificazione n. 2                                                                                                  | |
| Valutazione | K ass. (ppm) |
| molto scarso | meno di 41 |
| scarso | 41 - 81 |
| sufficiente | 81 - 141 |
| buono | 141 - 200 |
| elevato | oltre 200 |

Il potassio deriva della disgregazione e solubilizzazione di diversi fillosilicati e tettosilicati ed è inoltre frequente come catione fissato nello spazio interlamellare dei minerali argillosi. In generale è quindi abbondantemente presente in suoli originati da rocce magmatiche acide e da diverse rocce metamorfiche. Nel terreno si trova sempre come ione K+ in cinque forme fondamentali: il potassio reticolare, incorporato nei reticoli cristallini e praticamente indisponibile per i processi biologici, il potassio fissato, incorporato nel reticolo di minerali secondari, lentamente disponibile, il potassio scambiabile, adsorbito sul complesso di scambio, il potassio solubile, disciolto nella soluzione circolante, il potassio organico, incorporato nella sostanza organica. Quest'ultima forma è in realtà rappresentata ancora dallo ione potassio ma che può essere rilasciato in gran parte solo dopo la mineralizzazione.
Le fonti di potassio sono perciò rappresentate dalla disgregazione e alterazione dei minerali, attuate nel lungo processo della pedogenesi, e dal ciclo del carbonio che reintegra le asportazioni, talvolta notevoli, da parte delle piante. Nel terreno agrario si aggiunge come fonte la concimazione, anche se in contesti geografici circoscritti questa ha avuto per tradizione un'importanza secondaria: ad esempio, in molti terreni italiani, autoctoni e derivati da matrici silicee o scistose, oppure alluvionali e derivati dal deposito di materiale argilloso, l'apporto artificiale di potassio è stato spesso trascurato per le elevate dotazioni e per il ripristino delle asportazioni attuato con la restituzione dei residui colturali e del letame. Del resto, contrariamente all'azoto e al fosforo, il potassio rientra soprattutto nella composizione dei prodotti secondari (es. paglia, legno di potatura) che spesso sono riciclati all'interno dell'azienda e prima o poi restituiti al terreno.
In apparenza sembrerebbe che il potassio non rappresenti particolari problemi, in realtà questa considerazione è congrua nel caso dei terreni argillosi a reazione neutra o subacida, mentre in tutti gli altri casi è soggetto a dinamiche chimiche e chimico-fisiche che possono portare ad un progressivo impoverimento o alla comparsa di fenomeni di antagonismo che ne ostacolano l'assorbimento. Carenze di potassio possono perciò verificarsi a causa della presenza di elevate dotazioni di calcio e magnesio e in condizioni di forte dilavamento. I fenomeni critici che possono riguardare il potassio sono i seguenti:
- antagonismo nell'assorbimento radicale da parte del calcio e del magnesio;
- rimozione dal complesso di scambio da parte degli ioni idrogeno nei terreni acidi e degli ioni bivalenti in quelli basici;
- dilavamento in suoli sciolti e poveri di colloidi.

Questi aspetti possono essere temporaneamente mascherati da un'alta dotazione in minerali ricchi di potassio, soprattutto nella forma fissata, perché provvede a ripristinare le perdite, tuttavia nel lungo periodo sono destinati a manifestarsi, specie in zone ad agricoltura di mercato e con colture potassofile. Nel contempo la concimazione potassica risolve efficacemente questi problemi in quanto il potassio è un elemento poco mobile, che in caso di elevate dotazioni della forma solubile, viene subito trattenuto dal complesso di scambio.
Da quanto detto si evince che il tenore in potassio totale ha una scarsa rilevanza ai fini pratici. Alcuni terreni possono avere anche un tenore in potassio dell'ordine di alcuni punti percentuale, tuttavia questo dato non è di alcuna utilità perché ai fini agronomici è importante la determinazione del potassio assimilabile, che comprende la frazione scambiabile e quella solubile. Dal momento che gran parte del potassio assimilabile è adsorbito dai colloidi, la determinazione si ottiene trattando preventivamente il campione di terreno con un agente estrattore che rimuova le basi di scambio portandole in soluzione. I risultati variano sensibilmente secondo la forza dell'estrattore usato. Uno dei metodi più usati si basa sull'estrazione con acetato ammonico. I risultati possono essere espressi come elemento (K) o, come spesso si usa per convenzione, come ossido di potassio (K2O); i due dati sono tra loro convertibili, come visto per il fosforo, a meno del fattore 1,20, che dipende dal rapporto stechiometrico:
Una scala di valutazione dei terreni in base al tenore in potassio ha solo valore orientativo in quanto deve essere rapportata alla capacità di scambio cationico del terreno. A titolo d'esempio, in tabella 10 sono riportate due schemi di classificazione che usano classi abbastanza omogenee nei limiti di riferimento.

### Macroelementi secondari
Per convenzione la chimica pedologica e l'agronomia considerano macroelementi secondari della fertilità il calcio, il magnesio e lo zolfo. Tale classificazione ha valore puramente convenzionale e si basa sul fatto che questi elementi non sono in genere interessati da apporti artificiali specifici al punto che, in passato, l'etichetta dei concimi spesso non dichiarava il titolo in questi elementi. In realtà si tratta di elementi indispensabili per le piante:
- il calcio è un elemento dinamico che interviene nel biochimismo delle membrane cellulari e nella mitosi; nei vegetali è inoltre un componente strutturale essenziale della lamella mediana e della parete cellulare;
- il magnesio è un elemento dinamico componente essenziale del gruppo prostetico della clorofilla;
- lo zolfo è un elemento plastico, componente dell'amminoacido cistina, indispensabile per la formazione dei ponti disolfuro responsabili della struttura quaternaria delle proteine, sia strutturali sia enzimatiche.

Il carattere di secondarietà di questi elementi è dovuto ad un duplice contesto.
Il primo fa riferimento alle fonti naturali. Si tratta di elementi di origine litologica in genere ben rappresentati nel terreno in quanto componenti di minerali abbastanza comuni:
- Calcio: è presente come componente in alcuni silicati (plagioclasi, augiti, ecc.), nei carbonati (calcite, aragonite, dolomite), nei fosfati (apatite), nei solfati (gesso, anidrite). Inoltre, è un componente di diversi minerali argillosi di larga diffusione.
- Magnesio: rientra nella composizione di molti silicati, soprattutto nesosilicati, pirosseni, anfiboli) e fillosilicati, e in quella dei minerali argillosi, soprattutto come componente reticolare degli strati ottaedrici. È inoltre largamente rappresentato come componente dei carbonati (magnesite, dolomite).
- Zolfo: rientra nella composizione dei solfuri e dei solfati presenti in genere come minerali secondari in rocce magmatiche, sedimentarie e metamorfiche.

Il secondo fa riferimento alle fonti artificiali, che in generale sono rappresentate dalla concimazione. Calcio e zolfo e, in misura minore il magnesio, sono spesso presenti come componenti secondari di concimi azotati, fosfatici e potassici, talvolta in quantità considerevoli: basti pensare che il nitrato di calcio, definito come concime azotato, è composto in realtà dal 17% in azoto e dal 24% in calcio. Il calcio è presente in quantità non trascurabili anche nella calciocianammide, nella maggior parte dei concimi fosfatici e nel salino potassico. Lo zolfo è invece abbondantemente rappresentato nel solfato ammonico, nei perfosfati a basso titolo, nel solfato di potassio. Il magnesio è invece meno rappresentato, tuttavia esistono in commercio concimi arricchiti in questo elemento proprio per sopperire ad eventuali carenze. Va anche precisato che considerevoli apporti possono provenire dal riciclaggio della sostanza organica e, nel caso dello zolfo, anche dall'atmosfera che attraverso le piogge riporta al suolo, sotto forma di acido solforico, gli ossidi di zolfo liberati dalle combustioni
In qualche caso, questi elementi sono interessati anche da consistenti asportazioni da parte delle colture, come ad esempio le leguminose foraggere nei confronti del calcio. Un eccessivo sfruttamento del suolo associato a particolari fattori pedologici può portare a fenomeni di carenza che in genere riguardano il calcio e il magnesio, mente più rari sono per lo zolfo. Questi fenomeni possono essere intensificati dall'uso sistematico di concimi ad alto titolo, più poveri in elementi secondari.
Il calcio è un elemento poco mobile trattenuto in grandi quantità dal potere di scambio. La sua dotazione non rappresenta un problema nei terreni basici e in quelli neutri con una buona capacità di scambio. La carenza si verifica nei terreni marcatamente acidi per assenza del calcio sul complesso di scambio e in quelli poveri di colloidi a causa del dilavamento. 
Il magnesio si colloca, come comportamento, a metà strada tra il potassio e il calcio. Trattenuto bene dal complesso di scambio, è in genere ben rappresentato nei terreni neutri e basici. In quelli acidi è soggetto a perdite per dilavamento, tuttavia nei terreni la cui matrice pedologica è costituita da rocce ricche di minerali ferromagnesiaci c'è un ripristino del magnesio rimosso dal complesso di scambio come avviene per il potassio.
Lo zolfo è un elemento che ha dinamiche molto simili a quelle dell'azoto per la sua mobilità e per il ruolo importante svolto dai microrganismi nel suo ciclo; è trattenuto dal potere assorbente del terreno per assorbimento biologico sotto forma di zolfo organico, mentre le perdite riguardano principalmente il dilavamento e la volatilizzazione (causata dagli incendi). La disponibilità non rappresenta un problema se si ricorre ad un sistematico reintegro della sostanza organica, in genere ben dotata di zolfo. Le carenze possono verificarsi soprattutto in terreni soggetti a ristagni idrici persistenti a causa del dilavamento e dell'abbassamento del potenziale di ossidoriduzione: in ambiente riducente infatti hanno il sopravvento i solfobatteri riduttori che utilizzano lo zolfo dei solfati come accettore di elettroni in luogo dell'ossigeno, con conseguente riduzione a zolfo elementare e a solfuri. L'accumulo di solfuri nel terreno ha inoltre, come si è detto, effetti fitotossici.
Le unità fertilizzanti del calcio, del magnesio e dello zolfo sono rappresentate dalla forma elementare o, più frequentemente, dai rispettivi ossidi (CaO, MgO, SO3). Anche in questo caso le conversioni si basano su un coefficiente ricavato dai rispettivi rapporti stechiometrici:
- {\displaystyle CaO=1,4\cdot Ca}
- {\displaystyle MgO=1,67\cdot Mg}
- {\displaystyle SO_{3}=2,5\cdot S}

### Microelementi
Sono microelementi o oligoelementi quelli assorbiti in piccole quantità e che svolgono funzione esclusivamente dinamica, in genere come attivatori di enzimi:
- Ferro: è, fra i microelementi, quello assorbito in quantità maggiori. Il suo ruolo non è ben noto, ma è accertato che interviene nel processo di sintesi del gruppo prostetico della clorofilla. La sua carenza si manifesta con una clorosi internervale che può arrivare all'intero lembo fogliare, soprattutto nelle foglie più giovani e nelle specie più sensibili. È un elemento notoriamente poco mobile sia nel terreno sia all'interno della pianta.
- Manganese: interviene nel trasporto degli elettroni nella fotosintesi clorofilliana; svolge inoltre altre funzioni nel biochimismo delle membrane dei cloroplasti e come attivatore di enzimi impiegati nella sintesi degli acidi grassi. La sua carenza si manifesta con vari sintomi nelle diverse piante, fra i quali ricorrono spesso forme di clorosi associate a necrosi fogliari.
- Rame: interviene nel trasporto degli elettroni nella fotosintesi e nella respirazione, ma è impegnato anche componente di enzimi che partecipano a processi fisiologici di ossidoriduzione.
- Zinco: svolge funzioni poco conosciute; fra queste si cita la biosintesi dell'auxina a partire dal triptofano. Poiché l'auxina è l'ormone che stimola la crescita per distensione cellulare, i sintomi della carenza di zinco si manifestano spesso con accorciamenti degli internodi.
- Boro: svolge funzioni poco conosciute, fra cui sono citate la partecipazione alla traslocazione floematica degli zuccheri e la sintesi delle basi pirimidiniche degli acidi nucleici. I sintomi da carenza si manifestano spesso con accrescimento stentato e con fenomeni di disgregazione dei tessuti vegetali.
- Molibdeno: è un microelemento indispensabile per l'organicazione dell'azoto. È infatti un componente essenziale, in tutte le piante, della nitrato reduttasi, enzima che riduce l'azoto nitrico ad azoto ammoniacale nella biosintesi degli amminoacidi. Nelle leguminose è inoltre un componente essenziale della nitrogenasi batterica, enzima fondamentale per l'azotofissazione.
- Cloro: interviene nel trasporto degli elettroni nella fotosintesi.

Le carenze più frequenti interessano in genere il ferro, lo zinco, il manganese e il molibdeno, mentre per gli altri microelementi sono eventi alquanto rari. In generale la disponibilità dei microelementi nel terreno supera abbondantemente i quantitativi necessari per le piante; basti pensare al ferro, elemento diffusissimo nella crosta terrestre come componente di moltissimi minerali. La carenza è per lo più dovuta a dinamiche chimiche che si instaurano nel terreno in condizioni specifiche, legate per lo più a fenomeni di insolubilizzazione causate secondo i casi dal pH, dal potenziale di ossidoriduzione e dagli antagonismi di assorbimento. La carenza, infatti, può anche non risolversi ricorrendo alla somministrazione dei microelementi in forma minerale con la concimazione ordinaria, mentre sono invece risolutive la concimazione fogliare o la somministrazione di complessi chelanti: in entrambi i casi queste tecniche sottraggono il microelemento alle dinamiche chimiche naturali preservandolo dall'immobilizzazione.